# Bozhidar Saraboyukov
Bozhidar Saraboyukov (en búlgaro: Божидар Саръбоюков; Jarmanli, 6 de agosto de 2004) es un deportista búlgaro que compite en atletismo. Ganó una medalla de oro en el Campeonato Europeo de Atletismo en Pista Cubierta de 2025, en la prueba de salto de longitud.

## Palmarés internacional
| Campeonato Europeo en Pista Cubierta | Campeonato Europeo en Pista Cubierta | Campeonato Europeo en Pista Cubierta | Campeonato Europeo en Pista Cubierta |
| Año                                  | Lugar                                | Medalla                              | Prueba                               |
| ------------------------------------ | ------------------------------------ | ------------------------------------ | ------------------------------------ |
| 2025                                 | Apeldoorn (Países Bajos)             | Medalla de oro                       | Salto de longitud                    |